# Temple d'Artémis à Corfou
Le temple d'Artémis à Corfou est un temple grec de l'époque archaïque construit vers 590-580 av. J.-C. dans l'actuelle banlieue de Garitsa, à Corfou, en Grèce, qui était alors une colonie de Corinthe. Il était consacré à Artémis, déesse grecque de la chasse et de la nature sauvage.

## Architecture

### Plan
Le temple dispose de 8 x 17 colonnes doriques (pseudodiptère octostyle) à chapiteaux "en galette", typiques de la période archaïque en Grèce continentale. Le temple est composé de trois parties : la première est le pronaos ; la seconde et la plus grande est la cella ; la troisième est un opisthodome placé à l'arrière de la cella. La cella disposant de deux colonnades, elle a donc trois nefs. Premier temple dorique exclusivement construit en pierre, il est considéré comme le premier bâtiment à avoir intégré tous les éléments du style architectural dorique.[réf. nécessaire]

### Fronton
Le fronton présente une Gorgone entre deux félins, c'est le premier fronton sculpté connu,. Des fragments du fronton sont conservés au musée archéologique de Corfou.

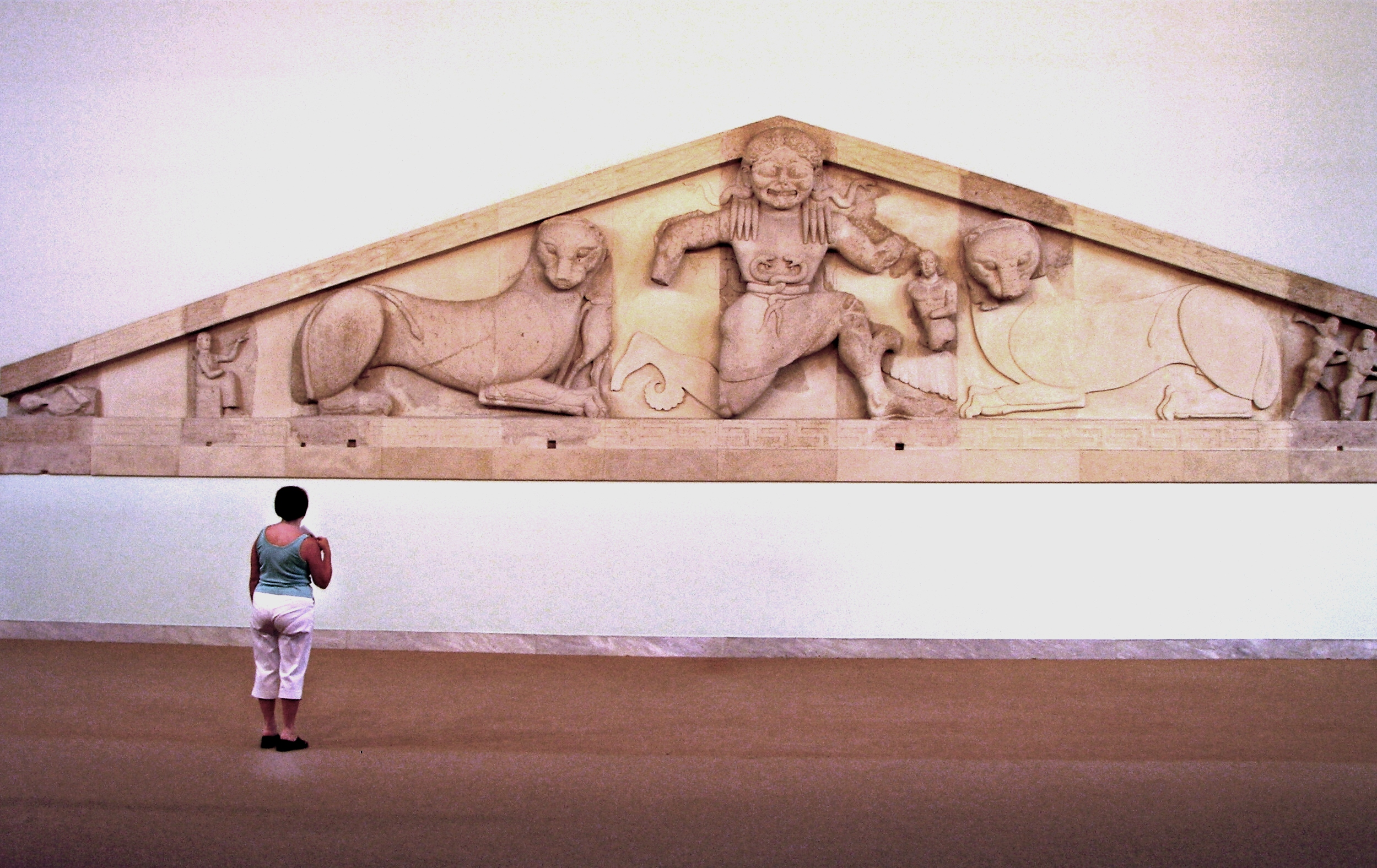
Fronton du temple conservé au musée archéologique de Corfou.